# 40-я армия (СССР, 1941—1945)
40-я армия — общевойсковое объединение (армия) РККА времён Второй мировой войны.
Армия сформирована 26 августа 1941 года в составе Юго-Западного фронта (ЮЗФ) на базе 27-го стрелкового корпуса. Расформирована в мае 1946 года, по демобилизации СССР. Сокращённое наименование — 40 А.

## Формирование и развёртывание
40-я армия сформирована в августе 1941 года в составе Юго-Западного фронта первого формирования на базе 27-го стрелкового корпуса. Была развёрнута (в составе воздушно-десантного корпуса и трёх дивизий) по р. Десна для противодействия прорыву противника в тыл ЮЗ фронта с севера. Находившимся вне котла 38-й и 40-й армиям надлежало поддержать выход войск ЮЗФ из окружения ударом на Ромны и Лубны.

На острие наступления 2-й танковой группы находились советские 40-я и 21-я армии. 40-я армия построила оборону на фронте Глухов — Чаплиевка и далее по Десне. Согласно задаче, поставленной командующим фронтом, 40-я армия имела два направления для прикрытия: Кролевец — Ворожба и Кролевец — Конотоп. В директиве № 00332 командующий Юго-Западным фронтом требовал от командарма 40-й «прочного прикрытия правого крыла фронта от ударов противника с севера». Таким образом, центр тяжести усилий 40-й армии сосредоточивался на прикрытии южного и в крайнем случае юго-западного направления, то есть направления на Ромны или на Прилуки.— 
Командование фронта планировало свои действия исходя из директивы Ставки Верховного главнокомандования № 002374 о переходе войск Юго-Западного фронта к обороне с целью предотвращения захвата противником Харьковского промышленного района и Донбасса.
В соответствии с этим двумя армиями (21-й и 38-й) прикрывалось харьковское направление, а 40-й армией — сумское.

## Боевые действия

### Боевые действия 26 августа — 30 сентября 1941 года
В середине августа 1941 года Юго-Западный фронт перешёл к обороне на левом берегу р. Днепр. Киев удерживался советскими войсками. Противник не мог наступать в направлениях на города Чернигов, Конотоп, Харьков. Ставка Верховного Главнокомандования приняла решение для обеспечения стыка ЮЗФ с Брянским фронтом и организации прочной обороны по р. Десне севернее г. Конотопа путём выделения войск из 37-й и 26-й армий фронта создаётся 40-я армия. Соседом справа была 21-я армия Брянского фронта, а соседом слева — 5-я армия и 27-й стрелковый корпус ЮЗФ, которые отводятся на восточный берег р. Днепр.
К концу августа осложнилась обстановка на правом фланге ЮЗФ. Противник обошёл слева 21-ю армию БФ, 5-ю и 37-ю армию ЮЗФ в районе городов Чернигов, Киев, Нежин. На р. Десне войск для отпора противнику не было. 40-я армия также не смогла удержать германские войска шедшие к г. Ромны.
К началу сентября 40-я армия на рубеже Дубовичи, Чаплиевка, Батурин, Воловица вела бои с войсками 2-й германской танковой группы. Слева оборонялась 21-я армия БФ на рубеже Сновск, Семёновка, Конятин. Ещё восточнее оборонялась 5-я армия ЮЗФ на рубеже Седнев, Чернигов, Любеч, Сорокошичи Справа на левом берегу Десны удерживал оборону Брянский фронт.
2-я танковая группа Гудериана группы армий «Центр», наступая в направлении на Конотоп, 1 сентября прорвалась к Десне и захватила на её левом берегу плацдарм у Шостки.
40-я армия отошла в юго-восточном направлении. 21-я армия, обойдённая с востока войсками 2-й танковой группы, а с запада — 2-й немецкой армией, подошедшей к Чернигову, оказалась под угрозой окружения и начала поспешно отступать на юг к Десне.
К 10 сентября на флангах ЮЗФ была тяжёлая обстановка, войска могли попасть в окружение. Командующий войсками фронта генерал-полковник М. П. Кирпонос 10 сентября доложил начальнику Генерального штаба Красной Армии Маршалу Советского Союза Б. М. Шапошникову о том, что противник уже в Ромнах и Грайвороне (Курская область). 21-я и 40-я армии не могут ликвидировать здесь противника. Нужны войска из Киевского укрепрайона и отход на рубеж р. Псёл. Усиление в количестве двух стрелковых дивизий было получено из 26-й армии фронта и они должны были наступать из района Бахмач, Конотоп.
11 сентября командующий войсками фронта генерал-полковник М. П. Кирпонос по средствам связи вёл переговоры с Верховным Главнокомандующим И. В. Сталиным и получил указания атаковать всеми возможными силами конотопскую группировку противника вместе с войсками Брянского фронта; организовать оборону по р. Псёл силами 5-6 дивизий, выставив большую артгруппу фронтом на север и запад; столицу УССР г. Киев удерживать до создания обороны на р. Псёл и только потом начать эвакуацию населения, войск и имущества из города.
15 сентября 1-я и 2-я германские танковые группы соединились в районе н.п. Лохвица, окружив много войск и штаб ЮЗФ.
20 сентября штаб ЮЗФ был разгромлен, погиб командующий войсками фронта генерал-полковник М. П. Кирпонос.
30 сентября создано новое управление ЮЗФ, командующий войсками Маршал Советского Союза С. К. Тимошенко. 40-я армия вошла в состав фронта. Войска фронта получили приказ перейти к жёсткой обороне. Военный совет организует оборону на рубеже Ворожба, Лебедин, Шишаки, Красноград, Новомосковск. Командующий войсками 40-й армии генерал-майор К. П. Подлас получил задачу закрыть сумское направление, войска 21-й и 38-й армий обороняли харьковское направление, войска 6-й армии прикрывали Донбасс с севера. Упорные бои 40-я армия вела в районе Штеповки.

### Боевые действия 1-15 октября 1941 года
В результате немецкого наступления войска Юго-Западного фронта оказались охвачены с обоих флангов: противник глубоко вклинился в оборону соседних фронтов, причём глубина охвата составляла 60-200 километров, а связь со смежными соединениями была потеряна. В этих условиях 6 октября 1941 года командование Юго-Западного фронта приняло решение об отводе правофланговых армий (40-й и 21-й) на 45-50 километров на рубеж Сумы—Ахтырка—Котельва с целью прикрытия Белгорода и северных подступов к Харькову. Отход советских войск проходил при энергичном преследовании противником, который наносил удары в стык отступающим соединениям, создавая угрозу их окружения. В результате 29-й армейский корпус вермахта с ходу ворвался в Сумы, а 51-й захватил Ахтырку. Намеченный рубеж отхода был занят противником, что вынудило советские войска отступать дальше на восток.

### Боевые действия 16-22 октября 1941 года
В соответствии с директивой Ставки, командование фронта отдало приказы штабам армий об отводе войск к 20 октября 1941 года на промежуточный рубеж обороны Обоянь — Белгород — Мерефа — Змиёв — Балаклея — Барвенково. Отход соединений фронта проводился по трём расходящимся операционным направлениям: белгородскому (40-я и 21-я армии), харьковскому (38-я армия) и изюмскому (6-я армия). Отход армии проходил в условиях незначительного противодействия противника.

### Стабилизация линии фронта
Пока соединения 38-й армии вели бои на харьковском направлении, остальные армии Юго-Западного фронта продолжали отход. 24 октября 1941 года, прорвав оборону 21-й советской армии, части 29-го армейского корпуса захватили Белгород. Отход советских войск проходил в исключительно тяжёлых погодных условиях. Непрерывными дождями были размыты дороги, и войска действовали в условиях бездорожья. К тому же значительная часть техники начала останавливаться на маршрутах движения из-за отсутствия топлива. Такие же проблемы испытывали и преследовавшие их немецкие части группы армий «Юг». Поэтому основное противодействие отступавшим войскам Юго-Западного фронта оказывали силы авиации противника. Штаб группы армий «Юг» и командование 6-й армии вермахта считали задачи осенней кампании выполненными и планировали на этом участке фронта перейти к обороне. Уже 27 октября главные силы 40-й, 21-й и 38-й армий оторвались от противника и соприкосновения с ним не имели. Бои вели лишь соединения 6-й советской армии, удерживая оборону вдоль Северского Донца. К концу октября немецкие войска, оказывая незначительное давление, форсировали Донец и, создав на восточном берегу несколько плацдармов, перешли к обороне. В этих условиях командование Юго-Западного фронта приняло решение прекратить отвод войск и перейти к обороне на участке Тим — Балаклея — Изюм и далее по реке Северский Донец до Ямполя. Этот рубеж позволял обеспечивать бесперебойную работу железнодорожной магистрали Касторное — Купянск — Лисичанск. Также данная конфигурация линии фронта позволяла вести подготовку к дальнейшим операциям Красной Армии с целью скорейшего освобождения Харькова.
4 декабря 1941 года немцы прорвали фронт обороны 40-й армии и, развивая успех в северо-восточном направлении, заняли Прилепы, Лисий Колодец, Кузькино и Погожее. Перед 87-й стрелковой дивизией была поставлена задача закрыть прорыв, с чем она успешно справилась, отбив село Погожее.
Утром 8 декабря года противник возобновил наступление на курско-касторненском направлении. Командующий 40-й армией поставил перед дивизией задачу, обеспечив прикрытие на занимаемом рубеже, перегруппироваться и пешим порядком выйти в район Серебрянка-Третьяковка-Афанасьевское, чтобы во встречном бою приостановить наступление немцев. Затем ей предстояло во взаимодействии с другими частями разгромить в населённых пунктах Ленинский и Перевалочное противостоящие силы противника и с ходу захватить Черемисиново и город Щигры.
Пройдя 40 км, 87-я стрелковая дивизия смогла сосредоточиться в заданном районе лишь к вечеру 10 декабря 1941 года.
Утром 11 декабря 1941 года 87-я стрелковая дивизия атаковала немецкие позиции и захватила два села.

### Елецкая операция
В полосе Юго-Западного фронта в первой половине декабря в ходе Елецкой операции войска 3-й и 13-й армий нанесли поражение немецким войскам. Соседняя с ними с юга 40-я армия сковывала силы противника и атаковала в направлении Черемисиново с рубежа реки Кшень, но почти не продвинулась.
Тем не менее, в духе общего решения Ставки ВГК о переходе в наступление на западном направлении командование Юго-Западного направления (Главнокомандующий — Маршал Советского Союза С. К. Тимошенко) решило перейти в наступление силами армий правого фланга Юго-Западного фронта (командующие — генерал-лейтенант Ф. Я. Костенко: 40-й армии (командующий генерал-лейтенант К. П. Подлас) на Курском направлении и 21-й (командующий генерал-майор В. Н. Гордов) армий — на обоянском направлении, с целью овладеть городами Курск и Обоянь соответственно. При этом 40-я армия практически не получила пополнений, а 21-я армия хотя и была введена в бой из резерва фронта, где пополнялась два месяца, но тоже имела значительный некомплект. По сути, каждая из армий представляла собой по усиленному стрелковому корпусу. Подвижных средств развития успеха (танковые соединения) не было вообще, в артиллерии и боеприпасах также имелся большой недостаток. Каждая из армий решала задачи прорыва немецкой обороны самостоятельно, ударные армейские группировки в их составе также не создавались. Выполнение задач прорыва вражеской обороны, таким образом, решали обычные стрелковые дивизии. И, наконец, в операции армии были задействованы даже не полностью, а действовали только частями своих сил (например, в 21-й армии из 5 дивизий в операции участвовали 2); сковывающие и отвлекающие удары практически не применялись. План операции командованием фронта в достаточной степени проработан не был, основная нагрузка по его разработке была возложена на армейские штабы. По сути, операция свелась к самостоятельным действиям двух армий на разобщённых направлениях. Даже их переход в наступление начался разновременно, по мере готовности. Всё это облегчало немецкому командованию отражение советского наступления.
Советским войскам на курско-обоянском направлении противостояли войска левого крыла 6-й немецкой армии (командующий генерал-фельдмаршал Вальтер фон Рейхенау, с 5 января 1942 — генерал танковых войск Фридрих Паулюс (29 армейский корпус) и правого фланга 2-й немецкой армии генерал-полковника Максимилиана фон Вейхса (48 моторизованный корпус). Ими была создана усиленная система обороны, основанная на создании в населённых пунктах и на господствующих высотках мощных узлов обороны с полностью простреливаемыми промежутками между ними.

### Курско-Обоянская операция
В ходе Курско-Обоянской операции, не получив времени на подготовку операции и без усиления войск, выполняя приказ командования, 40-я армия перешла в наступление 20 декабря 1941 года, имея первоначальной задачей выйти на рубеж реки Тим, а затем наступать на Курск.
Утром 22 декабря дивизия, взаимодействуя с 1-й и 2-й гвардейскими дивизиями, перешла в наступление и во второй половине дня освободила населённые пункты Перевалочное, Мармыжи, совхозы Росховец и Сухой Хутор. 24 декабря её части вели бой за села Ивановка, Пожидаевка, Красная Поляна, а к исходу дня 27 декабря вышли в район сел Плаховка, Головиновка, Полевое и Петровка.
Продвинувшись с тяжёлыми боями на 10-12 километров, 25 декабря армия штурмом освободила сильно укреплённый посёлок Тим, к 28 декабря 1941 года вышла на рубеж реки Тим и форсировала её. 28 декабря 1941 года перешла в наступление и 21-я армия на обоянском направлении, освободив в первый день 5 деревень, на следующий день — ещё 2 деревни и перерезав железную дорогу Курск — Белгород. В последующие дни наступление развивалось медленно, сводясь к выдавливанию противника и медленному «прогрызанию» его обороны: 30 декабря 40-я армия заняла 3 деревни (и одну утратила в результате контратаки), 21-я армия взяла 2 деревни. Атаки велись по глубокому снегу, без достаточной разведки. Преобладали повторяющиеся лобовые атаки на одних и тех же рубежах, без надлежащего артиллерийского сопровождения. Действия авиации в условиях преобладающей облачной погоды и снегопадов были эпизодическими и не эффективными.
Определив направления ударов советских войск, немецкое командование оперативно подтянуло на угрожаемые направления свежие части. Немцы вели упорную оборону населённых пунктов, даже оказавшихся в окружении, вынуждая советские войска растрачивать силы в многократных атаках, а когда атакующие части несли большие потери, наносили сильные контратаки, стремясь к воздействию на фланги и тылы.
1 января 1942 года войска 21-й армии, продолжая наступление, вышли к селу и опорному пункту Марьино, но смогли захватить его только на рассвете 4 января. 3 января части 21-й армии овладели Городище, Кривцово, Зоринские Дворы, перехватив шоссе Обоянь — Белгород. 4 января освобождены села Нагольное и Бобрышево (центр Кривцовского района), был ликвидирован ранее блокированный гарнизон в деревне Шахова. 5 января 1942 года советские войска вышли к пригородным селам у Обояни Казацкое, Пушкарное, Стрелецкое.
Развернулись ожесточённые затяжные бои за Обоянь. Первые части ворвались на восточную окраину Обояни ещё днём 4 января (160-я стрелковая дивизия). 5 января Обоянь в целом была блокирована. Противник, усиленно укрепившись в городе, оказывал упорное сопротивление. Также резко усилилось его сопротивление и контратаки против других наступавших частей, фактически добившись остановки их наступления. По всей полосе обеих советских армией развернулись крайне упорные, но безрезультатные бои — войска топтались на одном месте, ведя бои за одни и те же населённые пункты. В Обояни 6 января с большими потерями удалось овладеть укреплёнными зданиями вокзала и элеватора. В ночь на 7 января 1942 года была предпринята решающая попытка освобождения Обояни, за сутки штурма 7 и 8 января несколько раз советским войскам удавалось врываться в центр города, но большей частью каждый раз они были оттеснены оттуда. Только некоторым участям удалось закрепиться в городе и они вели бой в окружении. Для перелома в операции в полосе 21-й армии в бой была введена 8-я мотострелковая дивизия НКВД. 8 января 1942 года один полк этой дивизии во взаимодействии с частями 169-й стрелковой дивизии овладел северо-западной окраиной села Казацкое и восточной окраиной Обояни, другие части заняли восточную половину города. 9 января части 8-й мотострелковой дивизии НКВД достигли центра Обояни.
В ходе этих боев совершил дерзкий 40-километровый рейд по тылам противника на обоянском направлении батальон 777-го стрелкового полка 227-й стрелковой дивизии под командованием лейтенанта Х. Б. Меликяна. Батальон разгромил 4 гарнизона врага в селе Орловка, хуторах Зоринские Дворы, Весёлый Ивнянского района и Пересыпь Обоянского района. Своими действиями он облегчил наступление на обоянском направлении. В бою 8 января 1942 года командир батальона погиб смертью героя. 5 ноября 1942 года ему посмертно было присвоено звание Героя Советского Союза.
С целью удержать Обоянь противник использовал неудачу 227-й стрелковой дивизии, которая с самого начала наступления так и не смогла овладеть станцией Прохоровка. Немцы перешли в контрнаступление севернее Прохоровки и оттеснили от неё части дивизии. 9 января немцы начали теснить соседние части 169-й стрелковой дивизии. В связи с создавшейся угрозой окружения превосходящими силами противника со стороны Зорино, Большая Псинка, Нагольное и отсутствием боеприпасов и горючего 10 января был получен приказ на отвод войск из Обояни. Хотя советское командование стремилось и далее блокировать гарнизон Обояни до снятия угрозы немецкого обхода, а потом повторить штурм города, сделать это не удалось.
Немцы оттеснили наши войска от Обояни примерно на 20 километров, в район села Красниково. Советские части заняли оборону примерно на том же рубеже, откуда началось наступление. С 11 января начались упорные бои на этом рубеже, стороны изматывали друг друга взаимными атаками.
Севернее, части 40-й армии к 6 января с трудом вышли на рубеж реки Сейм, преодолели её по льду и к 8 января вышли в район 28-30 километров южнее и юго-восточнее Курска. Но сил для решающего удара по Курску у армии уже не было. С 10 января немецкие части также начали сильные контратаки, остановив советское наступление. 15-го и 18-го января армия вновь пыталась прорвать оборону врага, но достигла только самого незначительного продвижения. Особо упорные бои шли в районе села Выползово (занято советскими войсками 15 января, отбито врагом 23-го, вновь освобождено 24-го).
С 18 января советские войска вновь перешли в наступление, перенеся главный удар на щигровское направление. На этот раз наступление увязывалось с действиями левого крыла войск фронта, начавшими в этот день Барвенковско-Лозовскую операцию. В полосе 40-й армии специально сформированная группа генерала В. Д. Крючёнкина перешла в наступление с рубежа реки Тим, прорвала оборону и заняла несколько деревень. 21-я армия левым флангом вновь перешла в наступление на Обоянь, 38-я армия — на Белгород. В последующие дни группа Крючёнкина медленно продвигалась к Щиграм, а наступление 21-й и 38-й армии застопорилось почти сразу. К 23 января немцам удалось остановить и наступление группы Крючёнкина, не дошедшей до Щигров 20 километров. Там развернулись жестокие бои, продолжавшиеся до 5 февраля. В итоге группа попала в окружение и с потерями вынуждена была пробиваться оттуда.
- Отдельный сводный отряд особого назначения генерал-майора Чеснова А. С.
  - 3-й воздушно-десантный корпус, с ноября 1941 года 87-я стрелковая дивизия
  - 293-я стрелковая дивизия (полковник П. Ф. Лагутин)
  - 227-я стрелковая дивизия (полковник Г. А. Тер-Гаспарян)
  - 1-я гвардейская мотострелковая дивизия (полковник А. И. Лизюков)

### Боевые действия 1942 года
В составе Брянского фронта. Рано утром 28 июня 1942 года началось германское наступление в рамках операции «Блау». Противник нанес удар в стык 13-й и 40-й армий в направлении на юго-восток (Касторное-Воронеж). Главный удар наносила 4-я танковая армия генерал-полковника Германа Гота южнее железной дороги Курск — Воронеж с задачей выйти к Дону. Южнее войска 2-й венгерской армии под командованием генерал-полковника Яны наступали к Старому Осколу. Севернее наступал 55-й армейский корпус. Бросив на 45-километровом участке фронта против трёх советских стрелковых дивизий три танковые (24, 9 и 11-я), три пехотные и одну мотодивизию, немцы легко прорвали их оборону и, вклинившись на 10 — 15 км, вышли к реке Тим, южнее города Ливны.
Осознав опасность немецкого наступления, советское командование подтянуло район Касторного 1-й и 16-й танковые корпуса (тк) из состава армии плюс 17-й тк из резерва ставки. Приказ двигаться к Касторной получили также 4-й и 24-й тк из состава Юго-Западного фронта Тимошенко. Туда же была направлена 5-я танковая армия (командующий - генерал-майор А. И. Лизюков)
К исходу 2 июля 1942 года германские войска, продвинувшись в полосе Брянского фронта на глубину 60 — 80 км и в полосе Юго-Западного фронта до 80 км, окружили западнее Старого Оскола часть соединений 40-й и 21-й армий. На воронежское направление из Резерва Ставки ВГК были срочно направлены 60-я, 6-я и 63-я армии. Одновременно в районе Ельца с целью нанесения контрудара по вклинившемуся противнику были сосредоточены 5-я танковая армия, усиленная 7-м танковым корпусом, и 1-я истребительная авиационная армия резерва Ставки ВГК.
Брянский фронт. 4 июля в район Ельца прибыл начальник Генерального штаба А. М. Василевский и лично поставил задачу Казакову и Лизюкову: одновременным ударом всеми имеющимися силами западнее Дона перехватить коммуникации танковой группировки Гота, уже прорвавшейся к Дону, и сорвать её переправу через реку. С выходом в район Землянск — Хохол 5-я армия, при поддержке поредевших корпусов Павелкина и Катукова, должна была помочь вырваться из окружения войскам левого фланга 40-й армии. Операцию было приказано начать не позднее 15-16 часов следующих суток, не ожидая полного сосредоточения всех сил. К назначенному сроку на исходный рубеж вышел только 7-й танковый корпус генерал-майора П. А. Ротмистрова. Главные силы армии ещё находились в пути. В результате одновременно ввести в сражение основные силы танковой армии не удалось. Корпуса вводились в бой с ходу, без подготовки. Конкретных данных о противнике штаб армии не имел. ([1] стр. 270)
6 июля 1942 года войска Вермахта форсировали Дон и захватили большую часть Воронежа. В связи с контрударом 5-й танковой армии из района южнее Ельца по левому флангу армейской группы «Вейхс», немецкое командование было вынужден отозвать 24-й танковый корпус, три пехотные дивизии и 4-ю танковую армию из группировки, наступавшей вдоль Дона.

### Боевые действия 1943—1945 годов
Планом Харьковской наступательной операции «Звезда» предусматривалось нанести два охватывающих удара по таким направлениям: 40-й армией с 5-м гвардейским танковым корпусом — на Белгород, Дергачи, западная окраина Харькова; 69-й армией — на Новый Оскол, Волчанск, северо-восточная окраина Харькова; 3-й танковой армией с 6-м гвардейским кавалерийским корпусом — на Валуйки, Чугуев, юго-восточная окраина Харькова.
Наступление ударной группировки Воронежского фронта обеспечивалось: с севера войсками правого крыла фронта (60-я и 38-я армии наносили удар на курском и обоянском направлениях, имея задачей овладеть городами Курск и Обоянь); с юга — развитием наступления войск 6-й армии Юго-Западного фронта на купянско-балаклеевском направлении.
Успешно завершив Острогожско-Россошанскую и Воронежско-Касторненскую наступательные операции, войска Воронежского фронта под командованием генерала Ф. И. Голикова силами 40-й, 69-й и 3-й танковой армий без оперативной паузы 2 февраля начали Харьковскую наступательную операцию «Звезда». Линия оборонительных сооружений, созданных противником на реке Оскол, на рубеже Старый Оскол, Новый Оскол и Валуйки, была прорвана, и наши войска с упорными боями начали продвигаться в юго-западном направлении.
Преодолевая все возрастающее сопротивление противника, части и соединения 40-й, 69-й и 3-й танковой армий 9 февраля приступили к освобождению территории Советской Украины от фашистских захватчиков. Первыми на украинскую землю вступили войска 69-й армии под командованием генерала М. И. Казакова. В течение 9 февраля они отразили несколько сильных контратак частей танковой дивизии СС «Рейх» и к исходу дня штурмом овладели районным центром Харьковской области Волчанском. В бою за город особенно отличились части 180-й стрелковой дивизии. Наводчик 2-й батареи 15-го истребительно-противотанкового дивизиона 180-й дивизии рядовой Пудозин метким огнём из 45-миллиметрового орудия подбил шесть фашистских танков, а рядовой роты ПТР Никитин вывел из строя два танка противника.
Войска 40-й и 3-й танковой армий начали охватывать Харьков с северо-запада и с юго-востока. Одно временно правофланговая 60-я армия успешно развивала наступление на курском направлении. Получив данные разведки о том, что противник намеревается перебросить в район Курска резервы, командующий армией генерал И. Д. Черняховский решил ускорить освобождение города. Были созданы две ударные группировки, которые, обойдя Курск с севера и юга, утром 8 февраля полностью освободили старинный русский город от фашистских захватчиков. Сосед слева — войска 6-й армии Юго-Западного фронта, развивая наступление на изюмско-лозовском направлении, овладели Алексеевским, Сахновщиной и продолжали развивать наступление в юго-западном направлении.

На заснеженных просторах Харьковщины ни днём ни ночью не затихали ожесточённые бои. Продолжая наступление, войска Воронежского фронта уже к 10—12 февраля освободили Великую Писаревку (Сумская область), Золочев, Казачью Лопань, Волчанок, Старый Салтов, Печенеги, Чугуев и ряд крупных населённых пунктов севернее и восточнее Харькова.— Гладков Н.Н. На огненных рубежах (документальный очерк). — Прапор, 1984.
С 01.12.1943 по 01.02.1944 в составе 1-го Украинского фронта, с 01.03.1944 по 01.05.1945 в составе 2-го Украинского фронта. В составе армии действовали: 50-й стрелковый корпус, 104-й стрелковый корпус, 51-й стрелковый корпус.
В 1943—1945 годах войска армии участвовали в Острогожско-Россошанской, Воронежско-Касторненской и Харьковской наступательных операциях, в Харьковской оборонительной операции, в Белгородско-Харьковской операции, в битве за Днепр, в Житомирско-Бердичевской, Корсунь-Шевченковской, Уманско-Ботошанской, Ясско-Кишинёвской, Бухарестско-Арадской, Дебреценской, Будапештской, Банска-Быстрицкой, Братиславско-Брновской, Пражской наступательных операциях. 20 января 1944 года вышел приказ НКО СССР № 006 «О НАКАЗАНИИ ВИНОВНЫХ В СРЫВЕ БОЕВОГО ПРИКАЗА О СОСРЕДОТОЧЕНИИ ТАНКОВЫХ ЧАСТЕЙ В 40-й АРМИИ».
За годы войны 352-м бойцам и командирам армии присвоено звание Героя Советского Союза (один из самых больших показателей для общевойсковых армий).

### После войны
В мае 1945 года все входящие в состав 40-й армии войска передали в состав других армий. Управление армии было выведено в Одесский военный округ, где получил под командование новые войска. Управление армии дислоцировалось в Одессе. В мае 1946 года армия была расформирована.

## Состав армии
(на 1 мая 1945 года)
Армия в составе 2-го Украинского фронта.
Стрелковые войска:
- 51-й стрелковый корпус:
  - 133-я стрелковая дивизия
  - 232-я стрелковая дивизия
  - 240-я стрелковая дивизия
- 54-й укрепленный район

Артиллерия РВГК, армейская и корпусная:
- 153-я пушечная артиллерийская бригада
- 387-й отдельный артиллерийский полк
- 680-й истребительно-противотанковый артиллерийский полк
- 10-й горно-вьючный минометный полк
- 492-й минометный полк
- 622-й зенитный артиллерийский полк

Бронетанковые и механизированные войска:
- 34-й отдельный дивизион бронепоездов

Инженерные войска:
- 4-я инженерно-сапёрная бригада

Огнемётные части:
- 4-й отдельный огнемётный батальон
- 21-й отдельный огнемётный батальон

Другие части армейского подчинения:
- 2-й отдельный гвардейский полк связи

## ВВС 40-й армии
Управление ВВС 40 армии сформировано 10 февраля 1942 года на базе 19-й и 63-й авиационных дивизий.
13 мая 1942 года на базе Управления ВВС 40 армии сформирована 206-я авиационная дивизия.

## Боевой и командный состав

### Командующие
- генерал-майор, с ноября 1941 года — генерал-лейтенант К. П. Подлас (август 1941 года — март 1942 года).
- генерал-лейтенант артиллерии М. А. Парсегов (март — июль 1942 года).
- генерал-лейтенант М. М. Попов (июль — октябрь 1942 года).
- генерал-лейтенант, с сентября 1943 г. — генерал-полковник К. С. Москаленко (октябрь 1942 года — октябрь 1943 года).
- генерал-лейтенант Ф. Ф. Жмаченко (октябрь 1943 — февраль 1946 года).
- В. Я. Колпакчи, генерал-полковник (февраль — май 1946 года).

### Члены Военного совета армии
- дивизионный комиссар Маланин М. П. (август 1941 г. — ноябрь 1942 г.);
- бригадный комиссар Грушецкий, Иван Самойлович[19]
- дивизионный комиссар Крайнюков К. В. (ноябрь 1942 г. — октябрь 1943 г.);
- генерал-майор Кулик К. П. (октябрь 1943 г. — до конца войны).

### Начальники штаба армии
- генерал-майор Рогозный 3. 3. (август 1941 г. — 6 февраль1942, 13 марта 1942 - февраль 1943 г.);
- Ерёмин Н. В. (6.02 — 13.03.1942);
- генерал-майор Бенский В. С. (февраль — апрель 1943 г.);
- генерал-майор Батюня А. Г. (апрель — ноябрь 1943 г.);
- полковник Белодед В. И. (ноябрь 1943 г. — январь 1944 г.);
- полковник, с февраля 1943 г. — генерал-майор Соседов Л. Б. (январь 1944 г.);
- генерал-майор Шарапов В. М. (январь 1944 г. — март 1945 г.);
- полковник, с мая 1945 г. — генерал-майор Пигин И. А. (март 1945 г. — до конца войны);
- генерал-лейтенант Батюня А. Г. (1945 — 1946);

### Начальники АБТО армии, заместитель командующего армии по т/в
- на 06.12.1941	Поляков, полковник
- 00.02.1942 - 00.01.1943 Кретов И. И., полковник[20].

## Награды частей армейского подчинения
- 2-й отдельный гвардейский Уманский[21] Краснознаменный[22] ордена Богдана Хмельницкого[23] полк связи[24]